# Matthew Aldridge
Matthew Aldridge, noto anche come Matt Aldridge (11 marzo 1996), è un canottiere britannico.

## Biografia
Agli europei di Monao di Baviera 2022 si è laureato campione continentale nel quattro senza con William Stewart, Frederick Davidson e Samuel Nunn.
Nel 2023 ha vinto la Stewards' Challenge Cup alla Henley Royal Regatta, remando per l'Oxford Brookes University Boat Club.

## Palmarès
- Giochi olimpici estivi

Parigi 2024: bronzo nel quattro senza;
- Europei

Monao di Baviera 2022: oro nel quattro senza;